# Халипский, Семён Львович
Семен Львович Халипский (бел. Сямён Львовіч Халіпскі; 10 апреля 1938, Шклов, Могилёвская область, БССР — 1 июля 2011) — белорусский баскетбольный тренер, заслуженный тренер СССР. Был признан лучшим тренером за 80-летнюю историю белорусского баскетбола. Кавалер ордена Дружбы народов. Кандидат на занесение в международный зал славы баскетбола в США. В период работы в Польше он индивидуально работал с Малгожатой Дидек и в прямом смысле заставил ее играть в правильный баскетбол в последствии она стала одной из лучших игроков ЖЕНСКОЙ НБА

## Ранние годы
Баскетболом начал заниматься в Могилёвской ДЮСШ. Окончил строительный техникум и факультет физвоспитания Гомельского университета.

## Карьера
Возглавлял молодежную сборную СССР, которую дважды приводил к золотым медалям первенства континента, а после распада СССР — национальную сборную Беларуси (1993—1995). Возглавляемый им минский «Горизонт» завоевывал серебряные медали чемпионата страны. После ухода из «Горизонта» работал в зарубежных клубах Польши, России, Израиля. Двукратный чемпион Польши и России, серебряный призер чемпионата СССР, бронзовый медалист Спартакиады народов СССР, финалист и бронзовый призер Евролиги, финалист Кубка Ронкетти. В сезоне-2002/03 возглавлял минскую команду БГУ. Работал ассистентом в клубе «Березина» (Борисов).
Среди его воспитанниц — олимпийские чемпионки Татьяна Белошапка, Ирина Сумникова, Елена Швайбович, чемпионка мира и Европы Галина Савицкая.Малгожата Дидек одна из лучших игроков женской НБА 

## Память
С 2013 года в Беларуси на высочайшем государственном уровне при поддержке государства проводится Международный турнир памяти Семёна Львовича Халипскогов котором участвуют только национальные сборные стран .Первый турнир проходил в Могилёве, затем — в Минске.